# Kanton Limoges-Émailleurs
Kanton Limoges-Émailleurs is een voormalig kanton van het Franse departement Haute-Vienne. Kanton Limoges-Émailleurs maakte deel uit van het arrondissement Limoges. Het werd opgeheven bij decreet van 20 februari 2014, met uitwerking op 22 maart 2015.

## Gemeenten
Het kanton Limoges-Émailleurs omvatte enkel een deel van de gemeenten Limoges.